# TVP1 HD
TVP1 HD — польский телевизионный канал, HD-версия Первого канала Польского телевидения. Тестовое вещание началось в январе 2011 года, а 31 мая 2012 телеканал был официально открыт. Именно на нём был показан первый матч чемпионата Европы по футболу 2012.

## История
10 января 2011 на цифровой платформе N под названием TVP1 HD началось экспериментальное вещание телеканала TVP1 в формате 1080i. Внутреннее тестирование стартовало 17 апреля 2012, а 31 мая 2012 в 17:00 телеканал был официально открыт как часть первого мультиплекса наземного цифрового телевидения. В тот же день стартовало регулярное спутниковое вещание, а 1 июня 2012 TVP1 HD появился и в кабельных сетях. 15 февраля 2014 TVP1 HD был перемещён вместе со всеми телеканалами Польского телевидения в третий мультиплекс, и его вещание теперь стало отличаться от TVP1 лишь форматом.

## Технические параметры
- ID: TVP1 HD
- SID: 1
- Разрешение: 1920 x 1080 (i)
- Скорость передачи: 2,24-4,2 Мбит/с (непостоянная)
- Качество звука: 160 Кбит/с стерео MPEG, 256 Кбит/с стерео/5.1 E-AC3, аудиодескрипция 96 Кбит/с E-AC3[3].

## Возможность показа
Спутниковые операторы и кабельные сети (в случае наличия оптоволоконной сети) предоставляют скорость передачи в формате HD до 12 Мбит/с (изображение, звук и дополнительные параметры), однако точная скорость зависит исключительно от них самих и наличия свободного канала (спутниковые платформы из-за ограниченной мощности не предоставляют такие возможности). С 28 апреля 2014 TVP1 HD доступен в Третьем мультиплексе наземного цифрового телевидения Польши.